# Флегмона
Флегмо́на (от др.-греч. φλεγμονή — жар, воспаление) — острое разлитое гнойное воспаление клетчаточных пространств; в отличие от абсцесса не имеет чётких границ. 

## Виды флегмон
По расположению различают флегмону подкожную, подфасциальную, межмышечную, забрюшинную, околопочечную (паранефрит), околопрямокишечную (парапроктит), клетчатки средостения, флегмоны стопы, кисти, шеи и др.

## Возбудители
Преимущественно стафилококк и другие гноеродные микроорганизмы, реже — кишечная палочка и анаэробы; соответственно особенностям возбудителя флегмоны разделяют на гнойные, гнилостные и анаэробные (газовые).

## Флегмона шеи
Флегмона шеи — острое гнойное воспаление жировой клетчатки шеи. Чаще имеет одонтогенное происхождение, но может происходить и от гнойных процессов в горле и миндалинах (ангина). Без лечения гнойный процесс быстро распространяется по фасциям и мышцам шеи вниз, что вызывает гнойный медиастинит.
Возникновение и прогрессирующее течение флегмон шеи, распространяющиеся на несколько анатомических областей лица и шеи, имеют тенденцию к прогрессированию и развитию опасных для жизни осложнений: медиастинит, сепсис, тромбофлебит вен лица, тромбоз синусов головного мозга и т.д.

### Симптомы
Появляется образование на шее, которое болезненно при пальпации, над ним кожа «горячая» на ощупь. Повышается температура тела. Вскоре присоединяются боль в шее и затруднения дыхания.

## Возникновение флегмон
Возбудители флегмон проникают в клетчатку через поврежденную кожу или из расположенных рядом очагов инфекции (фурункул, кариес зубов, нагноившиеся лимфоузлы и т. д.); иногда заносятся с током крови (гематогенно) из расположенных вдали очагов. 

## Признаки флегмоны
Признаки флегмоны — боль, отёк; при подкожной флегмоне — гиперемия кожи; повышение температуры тела, озноб и др. Возможны переход воспалительного процесса на соседние органы, развитие сепсиса. 

## Лечение
Вскрытие и дренирование гнойного очага, антибиотики, физиотерапия.

## Профилактика
Гигиена кожи и медицинская обработка её при микротравмах, своевременное лечение пиодермий и других местных очагов инфекции.